# Derrick Norman Lehmer

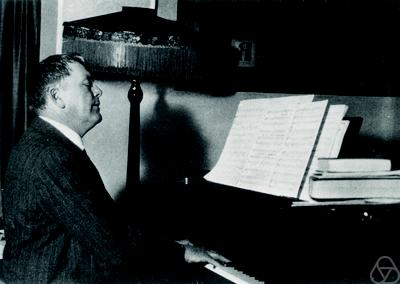
Derrick Norman Lehmer am Klavier

Derrick Norman Lehmer (* 27. Juli 1867 in Somerset (Indiana); † 8. September 1938 in Berkeley (Kalifornien)) war ein US-amerikanischer Mathematiker, der sich mit Zahlentheorie befasste.

## Leben
Lehmer studierte an der University of Nebraska mit dem Bachelor-Abschluss 1893 und war dann Vermesser für die Eisenbahn. Nach Fortsetzung seines Studiums erhielt er 1896 den Master-Abschluss, war an der Worthington Military Academy und studierte danach an der University of Chicago, an der er 1900 bei Eliakim Hastings Moore promovierte (Asymptotic Evaluation of Certain Totient-Sums). 1900 wurde er Instructor an der University of California, Berkeley, und heiratete Clara Eunice Mitchell, mit der er zwei Söhne, darunter den Mathematiker Derrick Henry Lehmer, und drei Töchter hatte. 1918 wurde er Professor in Berkeley und 1937 ging er in den Ruhestand.
Lehmer befasste sich unter anderem mit Kettenbrüchen und Faktorisierungsalgorithmen. Er veröffentlichte 1909 eine Liste der kleinsten Primfaktoren der nicht durch 2, 3, 5 oder 7 teilbaren Zahlen bis rund 10 Millionen und 1914 eine Liste der Primzahlen bis rund 10 Millionen. 1903 präsentierte er die Primfaktoren der Zahl 8.616.460.799, womit er eine Herausforderung von William Stanley Jevons löste, der bezweifelt hatte, dass dies im Bereich der damaligen mathematischen Fähigkeiten läge.
In den 1920er Jahren arbeitete Lehmer an elektromechanischen Rechenmaschinen zur Faktorisierung von Zahlen, die Lochkarten verwendeten (Lehmer-Sieb, Factor Stencils). Dabei arbeitete er auch mit seinem Sohn Derrick Henry Lehmer zusammen. Der Bau der Maschine wurde durch die Carnegie Institution in Washington finanziert und auf der Weltausstellung in Chicago in den 1930er Jahren präsentiert.
Lehmer verfasste auch Gedichte, Lieder mit Kompositionen, zwei Opern und ein nicht veröffentlichtes Theaterstück um Edward Kelly und John Dee.
1932 wurde er Ehrendoktor der University of Nebraska. Er war Fellow der American Association for the Advancement of Science und Vizepräsident der Mathematical Association of America.

## Schriften
- Factor table for the first ten millions containing the smallest factor of every number not divisible by 2, 3, 5, or 7 between the limits 0 and 10017000, Carnegie Institution of Washington. Publication no. 105, 1909.
- An Elementary Course in Synthetic Projective Geometry, Boston, Ginn and Company 1917, Digitalisat, University of Michigan
- On a new method of factorization, Proc Natl Acad Sci U S A., Band 11, 1925, S. 97–98.
- Factor Stencils, Carnegie Institution, Washington D.C. 1929
- On the enumeration of magic cubes,  Bull. Amer. Math. Soc., Band 40, 1934, S. 833–837.